# チャレンジャー3
チャレンジャー 3 (Challenger 3) はイギリス陸軍のために開発された第4世代主力戦車である。

## 概要
第3.5世代主力戦車として計画されている。この戦車は、イギリスとドイツの合弁会社ラインメタル・BAEシステムズ・ランド (RBSL) により、既存のチャレンジャー2 戦車を改造して生産することが予定されている。
チャレンジャー2の改良は、2030年代までチャレンジャー2の戦力を維持するための「能力維持プログラム（CSP）」として2005年に始まったが、資金不足のため、2014年にプログラムは「チャレンジャー2寿命延長プログラム」（LEP）に正式に再編された。LEPプログラムに対応し、2018年にBAEシステムズ社から、2019年にラインメタル社から、2つの試作車両が評価のために提出された。同年末にBAEとラインメタルはイギリス事業を統合してラインメタル・BAEシステムズ・ランドとなったため、ラインメタル社の提案が、チャレンジャー2を非国産モデルに置き換える以外の事実上唯一の選択肢となった。
チャレンジャー3は改良された車体に新しい砲塔を搭載する。チャレンジャー2からチャレンジャー3への最も大きな変更点は、主兵装を120mm L30A1ライフル砲から120mm L55A1滑腔砲（これはレオパルト2A6/A7主力戦車が装備するL55の改良型）に変更し、他のNATO加盟国と共通化したことである。
エイブラムス X、KF51 パンター、T-14 アルマータなど他の第4世代主力戦車が自動装填装置を採用しているのに対し、チャレンジャー3は人力による装填を維持している。

## 開発史
2005年、イギリス国防省はチャレンジャー2の耐用年数を2030年代半ばまで延長し、機動性、攻撃力、生存性を向上させるための能力維持プログラム（CSP）の必要性を確認した。 CSPは2020年までに完了する計画で、120mm滑腔砲への換装を含むCLIP（Challenger Lethality Improvement Programme）のすべてのアップグレードを組み合わせることになっていた。CSP計画は2014年までに、陳腐化した部品を交換し耐用年数を2025年から2035年まで延長するという目的を同じくする寿命延長計画（LEP）に代替されたが、120mm滑腔砲への換装は断念されたかに思われた。
2015年、イギリス陸軍はLEPの範囲を4つの重点領域に分割して整理した。すなわち、
- 監視と目標捕捉: 指揮官の主照準器と砲手の主照準器のアップグレード、および熱観測および砲撃照準器 (TOGS) の第3世代サーマル画像装置への置き換え。
- 武器管制システム: 射撃管制コンピューター、射撃管制パネル、銃器処理装置をアップグレード。
- 機動性: 第3世代ハイドロガス サスペンション、改良された空気濾過、CV-12 コモン レール燃料噴射、トランスミッション、冷却などのアップグレード。
- 電子装置: 砲手のコントロール ハンドル、ビデオ配信アーキテクチャ、一般的な車両アーキテクチャに準拠したインターフェイス、オンボード処理の強化、およびヒューマンーマシンインターフェイスのアップグレード。

また国防省は、MUSS やラインメタル社のROSY Rapid Obscurant System など、チャレンジャー2用のアクティブ防護システム（APS）の評価を開始した。
2016年8月、国防省はライフ・エクステンション・プログラムの評価段階契約を複数の企業に発注した。その中には、チームチャレンジャー2（BAEシステムズが主導し、ジェネラル・ダイナミクスUK を含むコンソーシアム）、 CMI ディフェンス、リカルドplc、ラインメタル、ロッキード・マーティンUK が含まれていた。
11月、国防省はBAE システムズとラインメタルが率いるそれぞれのチームを、当時6億5000万ポンド（8億200万ドル）と見積もられていたLEPの競争入札相手として最終選考に残した。
2018年10月、BAEシステムズはチャレンジャー2 LEPの技術実証車両である「ブラックナイト」案を発表した。新型砲塔には回転速度の向上、スペースの確保、発電・蓄電のための回生ブレーキの搭載などの改良が施されている。その他、レーザー警告システム、アクティブ防護システムも強化された。
2019年1月、ラインメタル社は、完全デジタル電子アーキテクチャ、司令官と砲手のための昼夜両用監視装置、ラインメタル社製L55 120mm滑腔砲を備えた全く新しい砲塔の開発を含む提案を発表した。ブラックナイトよりも大規模なアップグレードとなるが、この新型砲塔はラインメタル社の主導で開発されたもので、イギリス国防省の資金提供はなく、国防省のLEP要件にも含まれていない。
2019年6月、BAEシステムズとラインメタルは、イギリスを拠点とする、ラインメタル・BAEシステムズ・ランド（RBSL）と称する合弁会社を設立した。防衛・セキュリティ総合展示会のDSEI 2019において、RBSLは120mm案を初めて公開した。
2020年7月、ラインメタル・ディフェンスは、チャレンジャー2の車体上に、自動装填装置と強力な130mm滑腔砲、ラインメタルRh-130 L/51を備えるまったく新しい砲塔を搭載したテストベッド車両を展示した。130 mm L/51は、既存の120 mm L/44またはL/55滑腔砲より500kg重く、チャレンジャー3に搭載するためには、より大きな砲塔が必要となる。
国防省は2020年10月、チャレンジャー2 LEPを中止して海外から新しい主力戦車を購入せよという意見に反対し、アップグレードされたチャレンジャー2は「レオパルト2やM1エイブラムスに匹敵し、特定の分野ではより優れている」と述べた。
チャレンジャー2 LEP プロジェクトの管理運営は、2021年3月15日に国防特別委員会から痛烈に批判された。彼らは「時代遅れで火力不足: イギリス陸軍の装甲車両能力」と題した報告書の中で以下のように述べている。
「割り当てられた予算（8億ポンド）の約50％を費やしたにもかかわらず、このプログラムはまだ製造契約を結んでいない」
「このプログラムの現在の運用開始時期は2024年（当初は2017年の予定）で、予算は2億2700万ポンドほどオーバーしている。10年にわたる努力の末に、コスト（オーバーランの総額は2億5千万ポンド以上）、タイムスケール（ISDの7年遅れ）ともに達成できなかったこの惨状は、明らかにまったく受け入れがたい」
「これは近年、国防装備支援部と陸軍理事会の両方による陸軍装備プログラムの管理が極めて脆弱であることを示すものである」

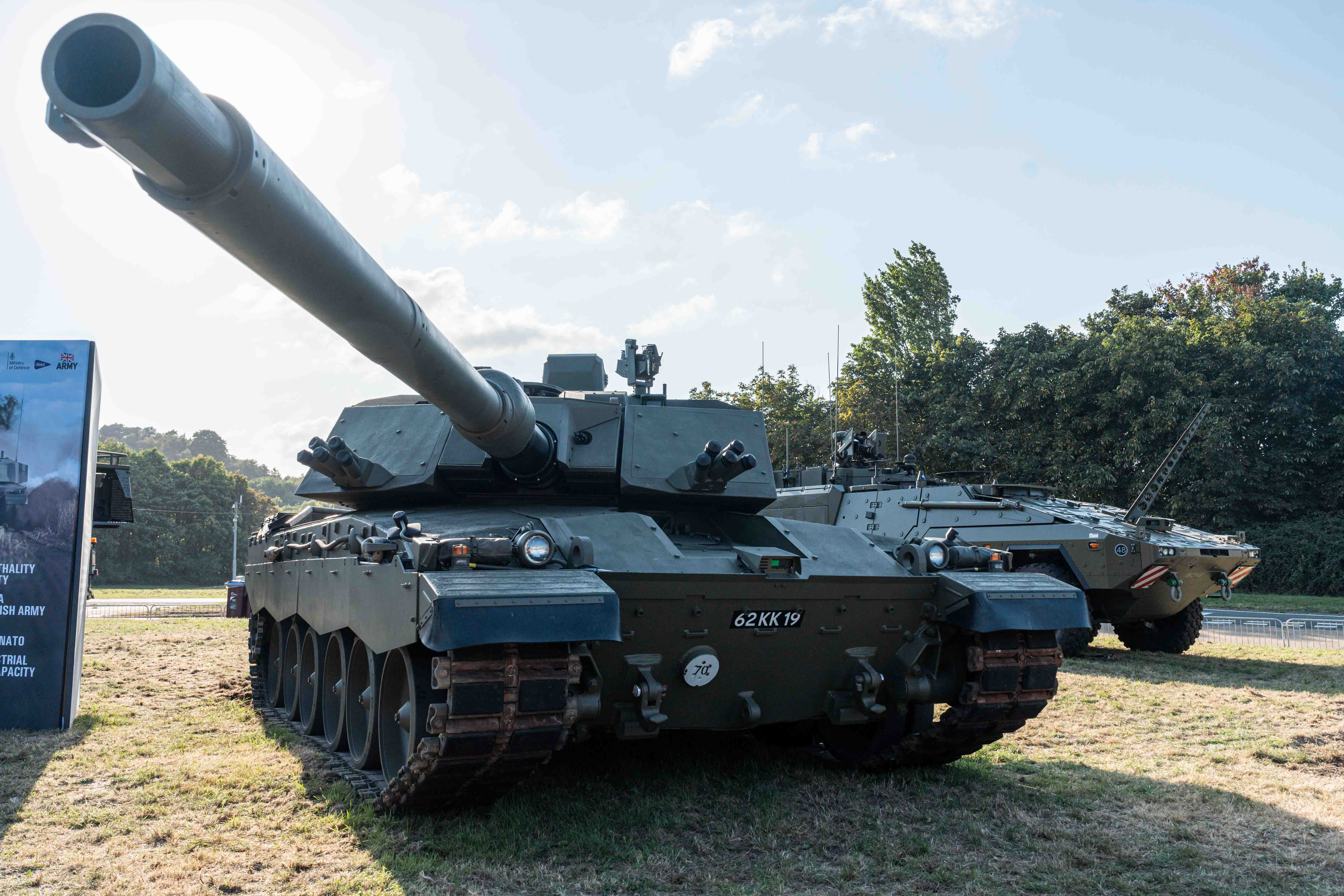
ミルブルック試験場で開催されたDVD2024軍事装備展示会に展示されたチャレンジャー3の試作車。(2024年9月)

2021年3月22日、ベン・ウォーレス国防大臣は行政文書「大競争時代における防衛」を発表し、イギリス陸軍が148両のチャレンジャー2戦車を「約13億ポンド」で改良し、チャレンジャー3と再命名する計画を確認した。2021年5月7日に国防省は8億ポンド（10億米ドル）相当のRBSLとの契約が締結されたことを確認した。ラインメタル社が提案した新型120mm滑腔砲を含むより大規模なアップグレード案が採用され、初期作戦能力は2027年までに、完全な運用能力は2030年までに獲得される予定である。